# 殺害塩化ビニール
殺害塩化ビニール（さつがいえんかビニール）は、日本のインディーズレコードレーベルである。QP-CRAZYのボーカルである「バカ社長」ことthe CRAZY SKBによって設立された。
「日本最凶の困りものレーベル」と称し、他のレーベルでは発表が不可能なバンドや危険な題材の作品をリリースすることで、独自の世界観を構築している。なお、彼ら自身は「イロモノ」と呼ばれることを嫌い、自らを「ゲテモノ」と称する。

## 沿革
1983年に、前身となる「人つ目レーベル」が発足し、JOKER RECORDS、妨害レコード、MURDEROUS TAPESと名前を数回変えた後、1988年6月に「殺害塩化ビニール」に改名する。1991年に「殺害カルトテープシリーズ」と称して、無名のいわゆる「ゲテモノ」バンドのカセットテープを月に2-3本のペースで年間20タイトル発売する。この過程で、それまでのthe CRAZY SKBの個人レーベル的な路線から、今日に至る路線の基礎を築いた。
翌1992年に、恐悪狂人団と猛毒の作品を発表する。これを機に、従来のカセットテープからCDによるリリースへと変更する。猛毒のアルバムは内容の過激さで話題となり、8月にはレーベルとして初の大規模イベント・殺害サミットを渋谷La.mamaにて開催する。ゲストに石野卓球、ピエール瀧、林家ペー・パー子が登場した。大トリを恐悪狂人団が務め、演奏の終盤にドラムセットを破壊したうえで火を放った。このパフォーマンスが原因で、恐悪狂人団は渋谷La.mamaを出入り禁止になった。同年秋にはこの模様を収めたビデオ作品「殺害と書いてゲテモノと読む!」が発売された。これを機に、雑誌において特集が組まれ始める。
1993年、ビジュアル系「ゲテモノ」バンド・AIDSのファーストアルバムを発表し、AIDSはレーベルの看板バンドとしての地位を確立する。8月には前年に引き続き「殺害サミット」を開催し、この年は猛毒が大トリを務めた。

## リリースしたバンド
50音順
- 赤武士 - 山本精一のバンド
- アナル番長
- ありぢごく
- ANTI-KRANKE
- AIDS - CASCADEのHIROSHIが在籍していた。
- 神田ホイ - 元いじめっこの実名を歌詞に取り入れている。
- 機械DOTEちん
- 牙
- QP-CRAZY
- 殺(キル)
- 護痢羅芋
- 恐悪狂人団
- サファイアブルー
- 地獄まんじゅう
- 大日本意識革命軍狂暴
- 駄菓子菓子
- ダンディームー
- D.K.M.R.
- 超合金 - 猛毒の変名バンド
- 東京牛パラダイスオーストリア
- 毒餌
- 毒殺テロリスト
- はなとゆめ
- バロムワン
- マーガレット・ザ・プリンセス
- マンタガス
- Mady Gula BLUE HEAVEN
- 密売KGYダビッドソン - お笑いコンビ松本ハウスのハウス加賀谷がボーカルを担当する。
- 無恥鞭アナゴ
- 猛毒
- MOSH ROOM
- 4DIENCE MURDER
- 四日市ぜんそく
- ランボルギーニ稗HATAwith消毒
- リチウム
- 流血ブリザード
- THE MAD-A
- THE DIGITAL CITY JUNKIES

## 1994年以降発売の作品
| 発売日         | タイトル                                                                                         | 規格品番       |
| -------------- | ------------------------------------------------------------------------------------------------ | -------------- |
| 1994年12月24日 | アリジゴク『Wヘルメットノショウニン』                                                            | MURDERCD-3030  |
| 1995年03月20日 | 4DIENCE MURDER『BLACK LEATHER SUNSHINE BLUE』                                                    | MURDERCD-3131  |
| 1995年04月20日 | AIDS『私はこれでヌイている…。』                                                                  | MSCD-16        |
| 1995年06月10日 | 四日市ぜんそく『ニワトリ』                                                                       | MURDERCD-3232  |
| 1996年04月01日 | リチウム『リチウム』                                                                             | MURDERCD-3838  |
| 2001年04月25日 | 毒殺テロリスト『ベスト!毒殺テロリスト 1』                                                        | MURDERCD-8585  |
| 2001年10月10日 | QP-CRAZY『キューピークレイジーの地獄逝きだヨ 出発進行』                                          | MURDER CD-8686 |
| 2002年10月21日 | QP-CRAZY『夜霧の挑発ジュラシック』                                                               | MURDERCD-9292  |
| 2003年01月01日 | 『殺害カバーオムニバス第4弾 「大熊小鹿馬場鶴田山田康雄」』                                       | MURDERCD-9393  |
| 2003年06月21日 | QP-CRAZY VS ゲンドウミサイル『第1戦 QP-CRAZY VS ゲンドウミサイル』                               | MURDER-CD-9494 |
| 2003年07月27日 | 毒殺テロリスト『子供に聴かせたくない童謡』                                                       | MURDERCD-9595  |
| 2003年08月30日 | 猛毒『毒王』                                                                                     | MURDERCD-9696  |
| 2003年08月30日 | 毒殺テロリスト『スーパーベスト～毒唄～』                                                         | MURDER-CD-9797 |
| 2003年10月10日 | QP-CRAZY VS 髑髏首『第2戦 QP-CRAZY VS 髑髏首』                                                   | MURDER-CD-9898 |
| 2003年10月21日 | QP-CRAZY VS 死ね死ね団『第3戦 QP-CRAZY VS 死ね死ね団』                                           | MURDER-CD-9999 |
| 2003年11月21日 | QP-CRAZY VS RAPES『第4戦 QP-CRAZY VS RAPES』                                                     | MURDER-CD-100  |
| 2003年12月24日 | 『大熊小鹿馬場鶴田キラー完。』                                                                   | MURDER-CD-101  |
| 2004年08月15日 | 『殺害TV-666ch-』(DVD)                                                                           | MURDER-DVD-01  |
| 2004年10月21日 | 駄菓子菓子『駄喰(だぐい)』                                                                       | MURDER-CD-102  |
| 2004年12月21日 | 江藤ひな『それいけ!KICK OFF GO GO!!』                                                            | MUDER CD-103   |
| 2005年09月09日 | ANTI KRANKE『KILLER COXX DEVIL CHAIN』                                                           | KAN-1          |
| 2005年09月21日 | ザ・マッドエース『FULL★HOUSE』                                                                   | MURDERCD90210  |
| 2005年12月24日 | ダンディームー『好きにさわってお仕置きよ』                                                       | MURDERCD-105   |
| 2007年04月21日 | QP-CRAZY『平成暗イ死ス』                                                                         | MURDERCD-106   |
| 2007年05月21日 | QP-CRAZY『悪魔の復讐』(DVD)                                                                      | MURDERDVD-0203 |
| 2007年06月06日 | リンパ腺破裂『lymph gland burst』                                                                | MURDERCD-107   |
| 2007年08月05日 | 殺 (KILL)『カニバルカーニバル』                                                                  | MURDERCD-108   |
| 2007年10月21日 | マンタガス『ペスト・オブ・パラリンファイト』                                                     | MURDERCD-109   |
| 2008年03月25日 | QP-CRAZY『新宿暴力街-CYBER TERRORIST CITY-』                                                     | MURDERCD-110   |
| 2008年05月21日 | 『発禁流出3』                                                                                    | MURDERCD-111   |
| 2008年08月09日 | TooZy's『公衆便所』                                                                              | MURDERCD-112   |
| 2008年11月11日 | 殺 (KILL)『邪教狂信血祭快楽』                                                                    | MURDERCD-113   |
| 2008年12月20日 | 恐悪狂人団『-禁忌- 残虐秘宝館』                                                                  | MURDERCD-114   |
| 2009年03月28日 | QP-CRAZY『BLOOD WIRE NET DEATH MATCH』(DVD)                                                      | MURDERDVD-05   |
| 2009年06月27日 | QP-CRAZY『トワイライトゾンビ』                                                                   | MURDERCD-115   |
| 2009年07月25日 | QP-CRAZY『悪魔の毒々ワースト』                                                                   | MURDERCD-116   |
| 2009年08月29日 | QP-CRAZY『地獄逝きだョ! 出発進行!!』                                                             | MURDERCD-117   |
| 2009年10月10日 | 殺 (KILL)『DEATH MORE OMEN』                                                                     | MURDERCD-118   |
| 2009年11月14日 | 毒殺テロリスト『池沼の逆襲』                                                                     | MURDERCD-119   |
| 2009年12月12日 | QP-CRAZY『地獄の中の地獄 -HELL WITHIN HELL-』                                                    | MURDERCD-120   |
| 2010年03月13日 | 殺 (KILL)『SATANIC XTC』(DVD)                                                                    | MURDERDVD-06   |
| 2010年06月23日 | 流血ブリザード『わしのイチモツ』(CD+DVD)                                                         | MURDERCD-121B  |
| 2010年08月04日 | 『第四回・鳥人間コンテスト-悪夢の紅白バカ合戦-』(DVD)                                            | MURDERDVD-07   |
| 2011年04月29日 | QP-CRAZY『串刺し祭り2011 -LIVE AT 尖閣諸島-』                                                    | MURDERCD-122   |
| 2011年06月06日 | 殺 (KILL)『DARKNESS BEHAVIOR - 暗黒邪界の悪業』                                                  | MURDERCD-123   |
| 2011年11月11日 | リチウム『Frozen Tamori』                                                                        | MURDERCD-124   |
| 2011年11月24日 | 流血ブリザード×ウルフパック『流血ブリザード×ウルフパックの世界最悪ダイナマイトスペシャルタッグ』 | MURDERCD-125   |
| 2011年12月12日 | QP-CRAZY『DESTROY! DESTROY!! DESTROY!!!』                                                        | MURDERCD-126   |
| 2012年04月04日 | 『4:44 (発禁流出4)』                                                                             | MURDERCD-127   |
| 2012年11月29日 | 流血ブリザード『わしのイチモツ』                                                                 | MURDERCD-128   |
| 2013年04月19日 | 『30th Anniversary Self-cover Compilation Album「地獄へ堕ちろ!!!!」』                            | MURDERCD-129   |
| 2013年06月06日 | QP-CRAZY『EXTREME CHAOS CRASH』                                                                  | MURDERCD-130   |
| 2013年09月29日 | 流血ブリザード『イカの天プラ』                                                                   | MURDERCD-131   |
| 2014年08月22日 | THE DIGITAL CITY JUNKIES『DIRTY MARKET!』                                                        | MURDERCD-132   |
| 2015年09月24日 | 流血ブリザード『悪の手先 -REVENGE OF THE MAD CORPS-』                                            | MURDERCD-159   |
| 2016年03月09日 | ざxこxば『ピンコ&デストロイ』                                                                    | MURDERCD-167   |
| 2016年04月09日 | QP-CRAZY『MARSHMALLOW SUFFOCATION DEATH(マシュマロ窒息死)』                                      | MURDERCD-169   |
| 2016年08月14日 | 十四代目トイレの花子さん『真っ赤ナ トイレ』                                                      | MURDERCD-172   |
| 2017年04月29日 | QP-CRAZY『悪魔の復讐2』(DVD)                                                                     | MURDERDVD-08   |
| 2018年07月07日 | 流血ブリザード『歩くオリモノ』                                                                   | MURDERCD-181   |

## 書籍
- ザ･クレイジーSKB『狂人白書 ザ・クレイジーSKB&殺害塩化ビニール伝説』(2014年10月27日/9784907929039/LOFT BOOKS)